# Vymáhání daňového nedoplatku
K vymáhání daňového nedoplatku Finanční správa (prostřednictvím místně příslušného finančního úřadu) přikročí v případě, že daňový subjekt (daňový dlužník) splatnou daň či příslušenství daně nezaplatí sám ve lhůtě podle zákona. Vymáhání daní je prováděno podle procesního předpisu, kterým je zákon číslo 280/2009 Sb., daňový řád, ve znění pozdějších předpisů. 
Správce daně může daňový subjekt vhodným způsobem vyrozumět o výši jeho nedoplatku a upozornit jej na následky spojené s jejich neuhrazením (§ 153 daňového řádu). Není však povinností správce daně dlužníka o nedoplatku vyrozumívat, neboť sám si je dobře vědom svých nedoplatků, zejména když podal daňové přiznání. Vymáhání nedoplatku je posledním stadiem daňového řízení a provádí je správce daně, u něhož je daňový dlužník evidován, prostřednictvím daňové exekuce nebo o provedení exekuce může požádat soudního exekutora. Nedoplatky může správce daně rovněž uplatnit v insolvenčním řízení nebo je přihlásit do veřejné dražby.
Exekuce se provádí na základě exekučního titulu, kterým je:
- výkaz nedoplatků,
- vykonatelné rozhodnutí, kterým je stanoveno peněžité plnění,
- vykonatelný zajišťovací příkaz.

Výkaz nedoplatků se sestavuje z údajů evidence daní a musí obsahovat přesné označení správce daně, který jej vydal, číslo jednací, označení daňového dlužníka, údaje o jednotlivých nedoplatcích (druh daně, výše nedoplatku na této dani, údaje o splatnosti dlužné daně), podpis úřední osoby (elektronický podpis), potvrzení o vykonatelnosti, den vystavení výkazu.
Podle § 178 daňového řádu se daňová exekuce nařizuje vydáním exekučního příkazu. Daňovou exekuci lze provést těmito způsoby: 
- srážkami ze mzdy,
- přikázáním pohledávky z účtu u poskytovatele platebních služeb,
- přikázáním jiné peněžité pohledávky,
- postižením jiných majetkových práv,
- prodejem movitých věcí,
- prodejem nemovitostí.

Exekuční příkaz se doručuje dlužníkovi a dalším příjemcům tohoto rozhodnutí. Proti exekučnímu příkazu nelze uplatnit opravné prostředky.